# Polemochartus kanmiyai
Polemochartus kanmiyai är en stekelart som beskrevs av Maeto 1983. Polemochartus kanmiyai ingår i släktet Polemochartus och familjen bracksteklar. Inga underarter finns listade i Catalogue of Life.